# Torsten Gustafsson (polis)
Paul Herbert Torsten Gustafsson, född 30 januari 1911 i Vaikijaur, Jokkmokks församling, död 22 juli 2005, var en svensk polisinspektör och skidlöpare. Under våren 1951 deltog Gustafsson i jakten på den så kallade Fjälldesperadon.

## Biografi
Gustafsson föddes i byn Vaikijaur utanför Jokkmokk. Intresset för skidor väcktes tidigt och 1936 representerade han Sverige vid vinterolympiaden i Garmisch-Partenkirchen. Samma år blev han svensk mästare i stafett på tre gånger tio kilometer. Han deltog senare i flera skidtävlingar, bland annat i Holmenkollen och Vargrännarloppet. Under början av 1950-talet cyklade Gustafsson i Sverigeloppet och medaljplacerades. 1944 grundade Gustafsson dessutom Jokkmokks första hockeylag.
Under mitten av 1930-talet utbildade sig Gustafsson till polis vid polisskolan i Stockholm, och efter polisens förstatligande 1965 blev Gustafsson chef för Jokkmokkspolisen. Han tjänstgjorde som polis i Jokkmokk mellan 1935 och 1974. I februari 1951 deltog Gustafsson i den polispatrull, som jagade Torbjørn Hansen i Lapplandsfjällen. Efter några dagars jakt kunde mördaren infångas och året därpå tilldelades polismännen Dagens Nyheters bragdmedalj för årets polisinsats.